# Peter Cornelius (musicien)
Pour les articles homonymes, voir Cornelius et Peter Cornelius (homonymie).

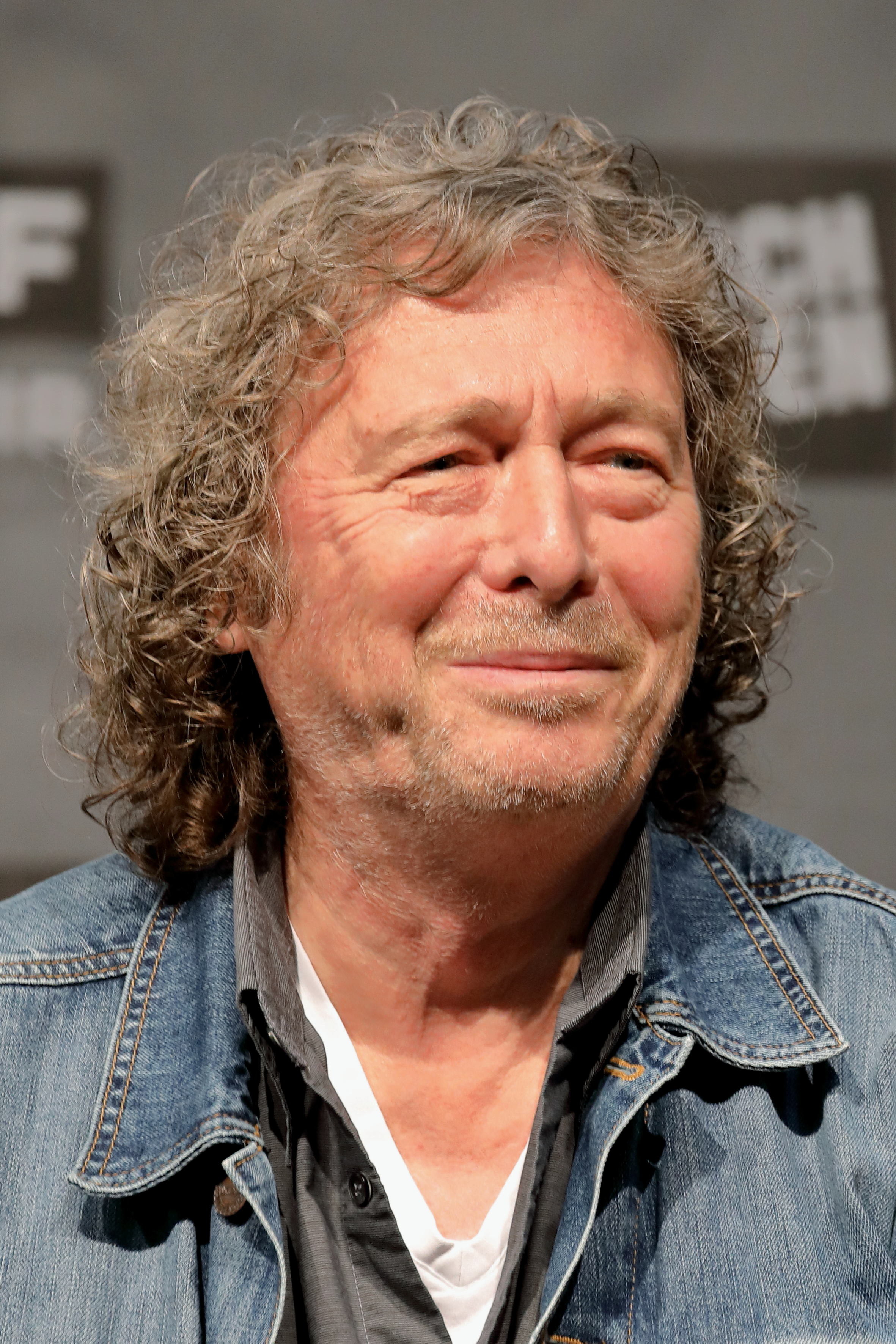
Peter Cornelius (2018)

Peter Cornelius (né le 29 janvier 1951 à Vienne) est un chanteur, auteur-compositeur et guitariste autrichien.

## Biographie
Il suit une formation d'employé de banque. Il participe en 1973 au télé-crochet Showchance de l'ORF et le remporte avec I leb in aner Wolk’n. Il intègre la comédie musicale Hair à Hambourg et Berlin. Jusqu'en 1978, il est sous contrat avec Polydor.
En 1980, avec l'album Der Kaffee ist fertig (produit par Michael Cretu), il connaît un succès comme chanteur pop en dehors de son pays natal. Il s'inscrit à la sélection pour l'Allemagne au Concours Eurovision de la chanson et finit sixième sur douze candidats.
L'année suivante, le titre Du entschuldige, i kenn di et l'album Zwei sont un numéro des ventes en Autriche et tournent sur les radios germanophones. Ils sont produits aussi par Michael Cretu et son groupe Moti Special (de). Le même titre est reprise par Bernhard Brink en haut allemand. Durant les années 1980, Cornelius se fait connaître comme guitariste et auteur-compositeur de paroles souvent réfléchies, critiques, mais jamais pessimistes.
En 1990, Peter Cornelius est guitariste de l'album Wieder in Wien de Georg Danzer. Il participe également à Enigma, le projet musical de Michael Cretu, pour lequel il est nommé comme meilleur guitariste aux Grammy Awards. En 1992, ils publient ensemble un album Cornelius + Cretu. Après l'album Lieber heut als morgen en 1993, il arrête sa carrière solo durant sept ans.
En 2001, il publie l'album Lebenszeichen. Les succès critiques de Schatten und Licht (2003) et Wie ein junger Hund im hohen Gras (2006) amènent à son retour au premier plan. En 2005, il sort en DVD le concert pour ses trente ans de carrière lors du Donauinselfest devant 100 000 spectateurs. En 2008, sort Handschrift puis 12 neue 12 en 2012.

## Discographie
Albums
- 1974 Hampelmann
- 1974 Fleckerlteppich
- 1976 Eine Rose aus Papier
- 1979 Mit ’nem Schmäh
- 1980 Der Kaffee ist fertig
- 1980 Zwei
- 1981 Reif für die Insel
- 1982 Bevor i geh’ / Ohne Filter
- 1983 Fata Morgana
- 1984 Streicheleinheiten
- 1984 Süchtig
- 1986 Gegen den Strom
- 1987 Cornelius ’87
- 1988 Sensibel
- 1989 Jahreszeiten
- 1990 In Bewegung
- 1992 Cornelius + Cretu
- 1993 Lieber heut als morgen
- 2001 Lebenszeichen
- 2003 Schatten und Licht
- 2006 Wie ein junger Hund im hohen Gras
- 2008 Handschrift
- 2012 12 neue 12